# تپه دینیاکان
تپه دینیاکان مربوط به دوره اشکانیان - سده‌های اولیه، میانه و متاخر دوران‌های تاریخی پس از اسلام است و در شهرستان کبودر آهنگ، بخش گل تپه، دهستان مهربان سفلی، جنوب غربی روستای کیتو واقع شده و این اثر در تاریخ ۷ اسفند ۱۳۸۶ با شمارهٔ ثبت ۲۱۶۷۷ به‌عنوان یکی از آثار ملی ایران به ثبت رسیده است.